# Österrikiska inbördeskriget
Österrikiska inbördeskriget (tyska: Österreichischer Bürgerkrieg), även Februariupproret (tyska: Februarkämpfe) avser de politiska strider som den 12–16 februari 1934 ägde rum i huvudsakligen i Wien och andra större österrikiska städer mellan den österrikiska regeringen under Faderländska frontens Engelbert Dollfuß samt socialdemokraternas väpnade kampavdelning, Republikanska skyddsförbundet. Dollfuß, som tidigare satt naziströrelsen i landet ur spel, hade sedan en parlamentarisk kris i mars 1933 styrt enväldigt, följt av planer på ett väpnat socialistiskt maktövertagande. Striderna avslutades med seger för regeringsstyrkorna och den paramilitära Heimwehr-milisen, som stödde regeringen. Tio socialdemokratiska ledare som fängslats i samband med striderna avrättades senare av regeringen.
Som en följd av striderna infördes den 1 maj 1934 genom dekret den så kallade Majförfattningen (Maiverfassung), vilken ombildade Österrike till en korporativ diktatur (Ständestaat, formellt Förbundsstaten Österrike) efter fascistiska principer. Dollfuß styrde landet diktatoriskt till sin död, följd av efterträdaren Kurt von Schuschnigg till de tyska truppernas intåg i mars 1938.